# Драги
Драги је словенско мушко име, изведено од имена Драган или од имена Драго. 

## Популарност
У Хрватској је ово име током 20. века било веома популарно и то најчешће међу хрватским становништвом, све до осамдесетих година. У Словенији је ово име 2007. било на 746. месту по популарности.